# Slavonska nogometna zona Posavska skupina istok 1982./83.
Slavonska nogometna zona u sezoni 1982./83. je predstavljala ligu petog stupnja nogometnog prvenstva SFRJ, te je bila podijeljena u četiri skupine: Posavsku zapad, Posavsku istok i Podravsku zapad i Podravsku istok. Pobjednici su igrali kvalifikacije za ulazak u Regionalnu nogometnu ligu Slavonije i Baranje, dok su iz lige klubovi bili relegirani u prvenstva općinskih nogometnih podsaveza. Ovo je bila posljednja sezona Slavonske zone, jer su nakon ove sezone umjesto nje osnovane međuopćinske lige: Osijek – Beli Manastir – Vukovar – Valpovo – Donji Miholjac, Podravska Slatina – Orahovica-Našice, Slavonski Brod – Bosanski Brod – Nova Gradiška – Slavonska Požega i Vinkovci – Županja – Đakovo. 
 
Prvak je bila Lokomotiva" iz Vinkovaca. 

## Ljestvica
| Mj. | Klub                     | Sus. | Pobj. | Ner. | Por. | GR.   | Bod.       |
| --- | ------------------------ | ---- | ----- | ---- | ---- | ----- | ---------- |
| 1.  | NK Lokomotiva Vinkovci   | 26   | 20    | 4    | 2    | 71:28 | 44         |
| 2.  | NK Zrinski Bošnjaci      | 26   | 11    | 8    | 9    | 44:38 | 30         |
| 3.  | NK Sloga Otok            | 26   | 13    | 2    | 11   | 69:48 | 28         |
| 4.  | NK Hajduk Mirko Mirkovci | 26   | 11    | 5    | 10   | 33:30 | 27         |
| 5.  | NK Polet Semeljci        | 26   | 11    | 5    | 10   | 31:37 | 27         |
| 6.  | NK Nosteria Nuštar       | 26   | 11    | 3    | 12   | 38:35 | 25         |
| 7.  | NK Radnički Županja      | 26   | 11    | 3    | 12   | 36:42 | 25         |
| 8.  | NK Spačva Vinkovci       | 26   | 10    | 5    | 11   | 28:39 | 25         |
| 9.  | NK Sloga Stari Jankovci  | 26   | 10    | 4    | 12   | 44:48 | 24         |
| 10. | NK Bedem Ivankovo        | 26   | 11    | 2    | 13   | 43:53 | 24         |
| 11. | NK Jadran Gunja          | 26   | 10    | 3    | 13   | 62:57 | 23         |
| 12. | NK Croatia Đakovo        | 26   | 10    | 4    | 12   | 47:50 | 23 (-1) ↓1 |
| 13. | NK Tomislav Cerna        | 26   | 9     | 5    | 12   | 58:76 | 23         |
| 14. | NK Ratar Piškorevci      | 26   | 6     | 3    | 17   | 33:61 | 15         |

## Kvalifikacije za Regionalnu ligu Slavonije i Baranje
25. lipnja 1983.: NK Lokomotiva Vinkovci - NK Hajduk Sijekovac 1:0
NK Hajduk Sijekovac - NK Lokomotiva Vinkovci :
Na kraju su zbog reorganizacije natjecanja, plasman u viši rang izborile obje ekipe.